# Vital Corbellini
Dom Vital Corbellini (Garibaldi, 1 de dezembro de 1959), é um bispo católico brasileiro. É o bispo diocesano de Marabá.

## Biografia
Nasceu na localidade de 27 da Boa Vista, comunidade de São Francisco Xavier, pertencente à paróquia de São Lourenço Mártir, hoje município de Coronel Pilar, que na época fazia parte do município de Garibaldi, atualmente, Boa Vista do Sul. É o sexto filho, de um total de 8 do casal de pequenos agricultores, Hermínio Corbellini e Luiza Maria Coppi Corbellini. Estudou até a 5ª série, na Escola Municipal Duque de Caxias, localizada a 2km de sua casa. Teve uma infância muito difícil, chegando a trabalhar como leiteiro (recolhia o leite das pequenas propriedades vizinhas montado no lombo de um jegue) para ajudar nas economias da casa. A partir da 6ª série e com 12 anos de idade, estudou no Seminário Apostólico Nossa Senhora do Caravággio, na cidade de Farroupilha, mantido pelos Padres Pobres Servos da Divina Providência. Após a conclusão do 1º Grau e atendendo a um pedido do Bispo Dom Nei Paulo Moretto, bispo da Diocese de Caxias do Sul, iniciou os estudos do 2º Grau no Seminário Diocesano de Caxias do Sul.
Cursou a faculdade de Filosofia na Universidade de Caxias do Sul, e a faculdade de Teologia na Pontifícia Universidade Católica do Rio Grande do Sul. Foi ordenado sacerdote em 28 de dezembro de 1986, na comunidade natal de 27 da Boa Vista, durante uma missa campal realizada no estádio do Clube Esportivo Boavistense.
Atuou em algumas paróquias da Diocese de Caxias do Sul trabalhando muito com os jovens e também nas Missões, em Cuiabá no projeto da CNBB de Igrejas-Irmãs, no decorrer desse período cumpriu os seguintes encargos: foi vigário paroquial da Paróquia São Sebastião em Jaquirana; Santa Maria do Belo Horizonte para Cazuza Ferreira e São Francisco de Paula, em São Francisco de Paula, de 1987 a 1988; foi coordenador da Região Pastoral de São Francisco de Paula, também de 1987 a 1988; foi pároco da Paróquia Nossa Senhora Medianeira, na Arquidiocese de Cuiabá, de  1988 a 1993; foi administrador paroquial e pároco da Paróquia São Francisco de Assis de Belo Monte do Sul, na Diocese de Caxias do Sul, de 1997 a 2001 e membro da Equipe Sacerdotal, de 2003 a 2007; e foi Vigário Geral da Diocese de Caxias do Sul, de 2007 a 2010.
Fez Mestrado e doutorado em Roma pelo Institutum Patristicum Augustinianum, Pontifícia Universidade Lateranense, também fez o pós doutorado em História da Igreja Antiga na Pontifícia Universidade Gregoriana. Foi professor de Patrística e de História da Igreja Antiga na Pontifícia Universidade Católica do Rio Grande do Sul e atuou no Magistério no Centro Interdiocesano de Teologia de Cascavel.
Auxiliou também na formação teológica de leigos e de leigas na Diocese de Caxias do Sul. Por dois anos foi coordenador diocesano da Pastoral Presbiteral. De 2008 até o inicio de 2011 foi Vigário Geral da Diocese de Caxias do Sul. Desde 2011 atua como missionário no projeto de Igrejas-irmãs na Diocese de Ji-Paraná, em Jaru na Paróquia São João Batista.
No dia 10 de outubro de 2012 o Papa Bento XVI o nomeou bispo da Diocese de Marabá. Sua ordenação episcopal ocorreu numa cerimônia realizada no Santuário de Nossa Senhora de Caravaggio, no dia 30 de novembro de 2012, tendo como Ordenante principal Dom Alessandro Ruffinoni.